# 舉母線
舉母線（日语：／）是連接愛知縣岡崎市岡崎井田站至同縣豐田市名鐵三河線的上舉母站之間的名古屋鐵道（名鐵）的鐵道路線。岡崎市大樹寺站。
舉母線正式起點雖然為岡崎井田站，但是岡崎井田站至大樹寺站之間設有岡崎市內線的車輛行走，因此實際上區間是岡崎市內線的一部分。而岡崎市內線於1962年（昭和37年）廢除，該區間也同日廢除。
剩下區間方面（大樹寺至上舉母之間），由於岡崎市內線廢除，使失去了來自岡崎市中心的鐵路乘客，因此客量有所減少。加上為了轉讓部分土地讓國鐵岡多線（現時：愛知環狀鐵道線）作為建設用地，因此剩下區間於1973年（昭和48年）廢除。
列車除了只於線內行走外，還有一些列車直通運輸至三河線的豐田市站、猿投站、西中金站與知立站（在上舉母站折返）等目的地。在線內除了普通列車外，還曾經設有特急列車行走。

## 路線資料
※如沒有特別指明，資料截至路線廢除前一刻
- 路線距離（營業距離）：舉母線全長11.5公里，門立支線1.5公里
- 軌距：1067毫米
- 車站數目：13座（包括起終點站，包括岡崎井田站與門立支線兩站）
- 雙線區間：沒有（全程單線）
- 電氣化區間：
  - 岡崎井田至大樹寺之間（直流600V）
  - 大樹寺至上舉母之間（直流1500V，但是在岡崎市內線營業時，大樹寺站站內的電壓為直流600V）
  - 三河岩脇至門立之間（直流600V）

## 歷史
- 1922年（大正11年）4月20日 岡崎電氣軌道申請鐵道許可狀（岡崎市井田町至東加茂郡松平村之間）[1]。
- 1924年（大正13年）12月27日 岡崎電氣軌道岡崎井田站至大樹寺站至門立站之間開業[2]。
- 1926年（大正15年）9月29日 岡崎電氣軌道申請鐵道許可狀（額田郡岩津村至西加茂郡舉母村之間）[3]。
- 1927年（昭和2年）
  - 6月1日 - 三河鐵道與岡崎電氣軌道之合併得到認可[4][5]。
  - 7月19日 - 三河鐵道與岡崎電氣軌道正式合併[4]。
- 1929年（昭和4年）12月18日 三河鐵道三河岩脇站至上舉母站之間開業[6]。當初該區間的電力規格為直流1500V。同日，大樹寺至三河岩脇之間的架空電纜電壓也從600V升壓至1500V。使剩下三河岩脇至門立之間的電壓還是600V。路線名稱方面，岡崎站前至上舉母之間名為岡崎線，三河岩脇至門立之間名為門立支線。
- 1931年（昭和6年）8月15日 鐵道許可被取消（額田郡岩津町（日语：岩津町）門立至東加茂郡松平村（日语：松平町）九久平之間，原因：指定限期前未能完成工程）[7][注 1]。
- 1934年（昭和9年）3月 - 日本Rayon（即後來的UNITIKA（日语：ユニチカ））專用線開通[8]。
- 1937年（昭和12年）12月27日 三河豐田站啟用[9]。
- 1938年（昭和13年）5月1日 門立支線暫停營業[9]。
- 1939年（昭和14年）10月3日 門立支線被廢除[10]。
- 1941年（昭和16年）6月1日 三河鐵道與名古屋鐵道合併。
- 1941年（昭和16年） - 1946年（昭和21年） 鴛鴨站廢除（實際廢除日期不詳）。
- 1948年（昭和23年）5月16日 岡崎線改名為舉母線。
- 1949年（昭和24年）12月1日 上市場站改名為細川站。
- 1959年（昭和34年）10月1日 三河豐田站改名為豐田自動車前站。
- 1962年（昭和37年）6月17日 岡崎市內線被廢除，岡崎井田站至大樹寺站之間也被廢除。
- 1969年（昭和44年）4月5日 百百站、八木站被廢除。
- 1971年（昭和46年）10月1日 UNITIKA專用線（3.0公里）廢除[11]。
- 1972年（昭和47年）7月13日至8月9日 受到1972年7月暴雨（日语：昭和47年7月豪雨）與颱風菲利斯影響，矢作川橋梁的橋腳受損，使豐田自動車前站至大樹寺站之間不能通行。在重開後設有15km/h的臨時速度限制。
- 1973年（昭和48年）3月4日 全線廢除，轉換為巴士服務。豐田自動車工業專用線（1.1公里）也廢除[8]。
- 2002年（平成14年）9月30日 替代巴士服務被廢除。

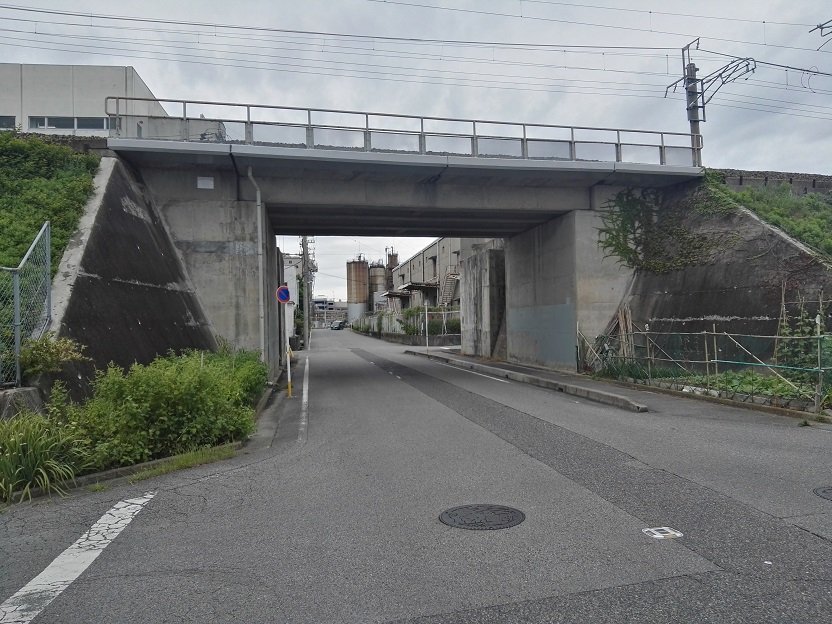
圖中的道路是UNITIKA專用線遺址，上方的高架橋是愛知環狀鐵道線

## 車站、電車站列表
- 以下車站列表取自廢除前一刻（參考今尾 (2008)）
- 所有車站、電車站位於愛知縣內。

| 中文站名     | 中文站名       | 英文站名          | 站間 距離 | 營業 距離 | 接續路線                                    | 所在地 |
| ------------ | -------------- | ----------------- | --------- | --------- | ------------------------------------------- | ------ |
| 上舉母       | 上挙母         | Uwa Goromo        | -         | 0.0       | 名古屋鐵道：三河線（現存）                  | 豐田市 |
| 豐田自動車前 | トヨタ自動車前 | Toyotajidōsha-mae | 1.9       | 1.9       |                                             | 豐田市 |
| 鴛鴨*        | 鴛鴨           |                   | 1.4       | 3.3       |                                             | 豐田市 |
| 渡刈         | 渡刈           | Togari            | 1.5       | 4.8       |                                             | 豐田市 |
| 細川**       | 細川           | Hosokawa          | 0.8       | 5.6       |                                             | 岡崎市 |
| 三河岩脇     | 三河岩脇       | Mikawa Iwawaki    | 0.8       | 6.4       | 三河鐵道：門立支線（參見下方）              | 岡崎市 |
| 八木*        | 八ツ木         |                   | 0.9       | 7.3       |                                             | 岡崎市 |
| 岩津         | 岩津           | Iwazu             | 1.4       | 8.7       |                                             | 岡崎市 |
| 百百*        | 百々           |                   | 1.4       | 10.1      |                                             | 岡崎市 |
| 大樹寺       | 大樹寺         | Daijuji           | 0.9       | 11.0      |                                             | 岡崎市 |
| 岡崎井田     | 岡崎井田       | Okazaki-Ida       | 0.5       | 11.5      | 名古屋鐵道：岡崎市內線（1962年6月17日廢除） | 岡崎市 |

| 中文站名 | 中文站名 | 英文站名       | 站間 距離 | 營業 距離 | 接續路線                             | 所在地        |
| -------- | -------- | -------------- | --------- | --------- | ------------------------------------ | ------------- |
| 三河岩脇 | 三河岩脇 | Mikawa Iwawaki | -         | 0.0       | 三河鐵道：岡崎線（後來為名鐵舉母線） | 額田郡 岩津町 |
| 細川**   | 細川     | Hosokawa       | 0.8       | 0.8       |                                      | 額田郡 岩津町 |
| 門立     | 門立     | Modachi        | 0.7       | 1.5       |                                      | 額田郡 岩津町 |

- *的車站是路線廢除前已經成為廢站。
- **舉母線的細川站在門立支線營業的時代名為上市場站。與門立支線細川站是兩座不同車站。

## 注腳